# Kathleen MacLeod
Kathleen MacLeod (23 d'octubre de 1986) és una jugadora de bàsquet d'Austràlia, que va formar part de la selecció d'aquest país que va aconseguir el bronze als Jocs Olímpics de 2012.

## Dades personals
MacLeod va néixer el 23 d'octubre de 1986 i és de Melbourne. Ella té quatre germans, dos germans i dues germanes. Ella mesura 168 centímetres.

## Bàsquet
MacLeod és una guàrdia. Com a competidora en els Campionats nacionals australians sub-20 de 2005, va guanyar el Premi Bob Staunton. Ella va jugar al bàsquet junior pel Victorian basat en Nunawading Spectres. Ella va jugar al bàsquet a Hongria en 2008/2009 i França en 2009/2010.